# Čelová svítilna

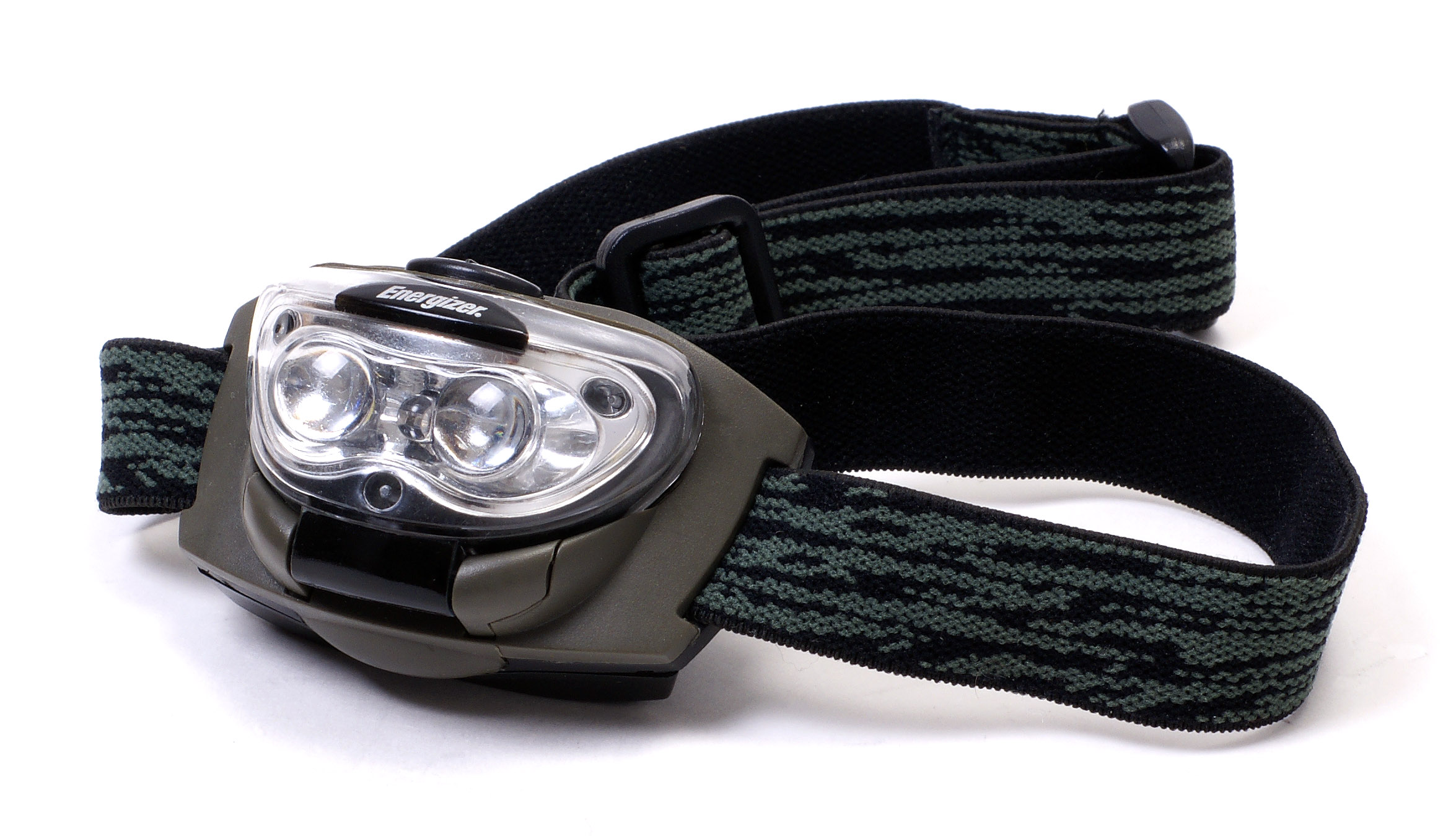
Čelová lampa s LED diodou

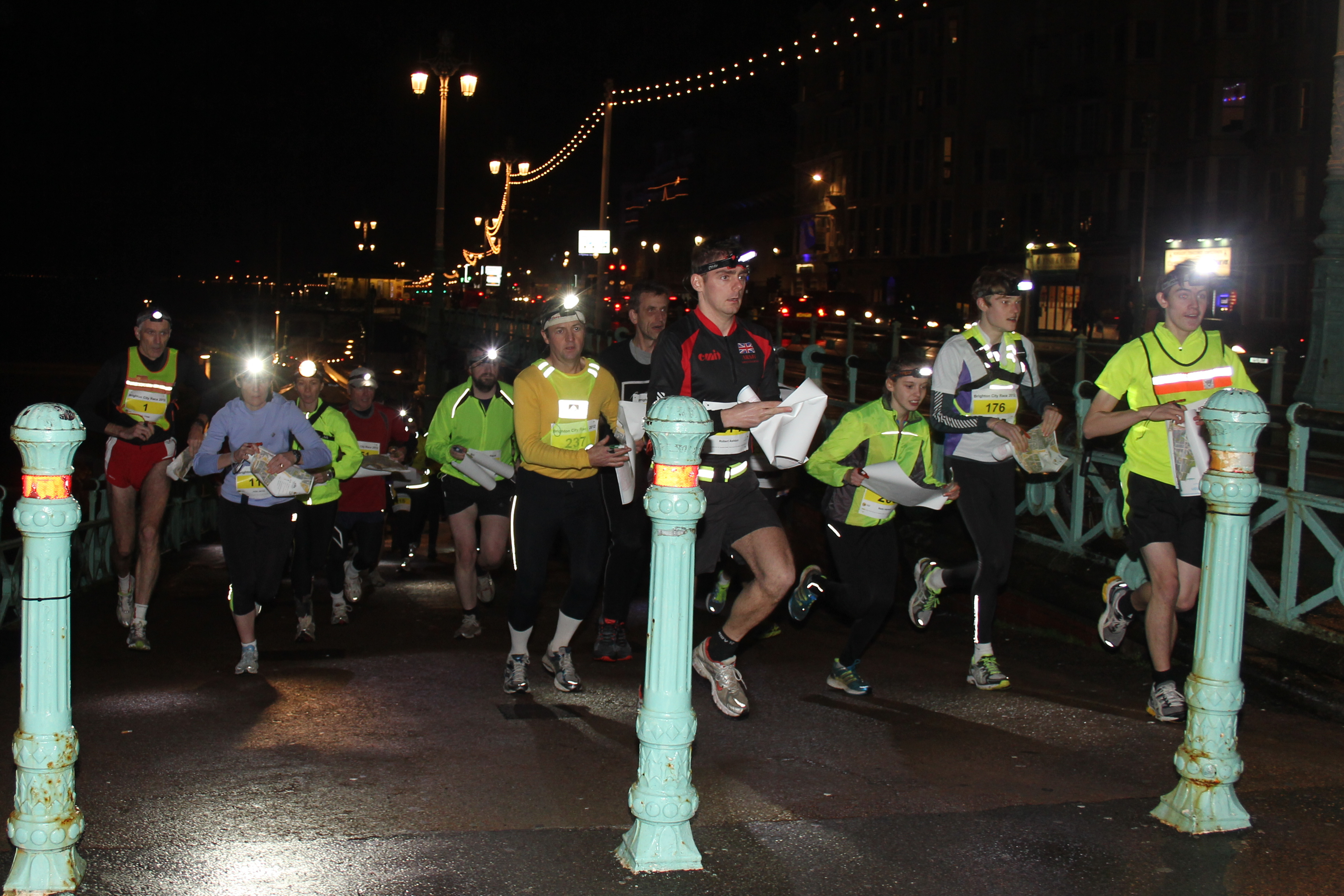
Závodníci s čelovkami při nočním orientačním běhu

Čelová svítilna neboli čelovka je lehká miniaturní svítilna učená k připevnění na hlavu pružným páskem, což umožňuje svítit ve směru natočení hlavy a uživatel má přitom volné ruce. Baterie jsou buď přímo spojené s reflektorem, nebo jsou umístěné v pouzdře na opačné straně gumového pásku. U výkonnějších čelovek bývají baterie v pouzdře u pasu a do reflektoru vede kablík. Čelová svítilna bývá obvykle robustní konstrukce odolná vůči vlivům počasí, modely pro jeskyňáře bývají vodotěsné. Jako baterie se nejčastěji používají minitužkové články AAA nebo klasické tužkové baterie, vyskytují se ale i akumulátory.
Zdrojem světla byly zpočátku žárovky, u nejvýkonnějších modelů halogenové. V současné době se používají efektivnějšími zdroji LED, které mají delší výdrž než klasické žárovky. Jeden z výrobců LED svítilen je Magicshine, který využívá novější technologii LED SSC Z5 nebo CREE XM-L. Čelové svítilny LED Lenser osazené diodou H7 se svítivostí vyrovnají halogenovým žárovkám. U čelových lamp pro speleologii se jako zdroj světla používá acetylenový hořák, acetylen se vyvíjí ve vyvíječi v pouzdře u pasu. Karbidová čelovka se též kombinuje s elektrickou.